# Praia de Dona Ana
Praia de Dona Ana em 2004, antes das obras de ampliação do areal.
A Praia de Dona Ana está situada nas imediações da cidade de Lagos, na região do Algarve, em Portugal. É uma das principais zonas turísticas em Lagos devido à sua grande beleza, sendo considerada como um Ex libris do município. Em 2015, esteve envolta em polémica devido a obras de ampliação do areal, que foram contestadas por várias associções ambientalistas por ter provocado danos na beleza natural e no ambiente da praia.

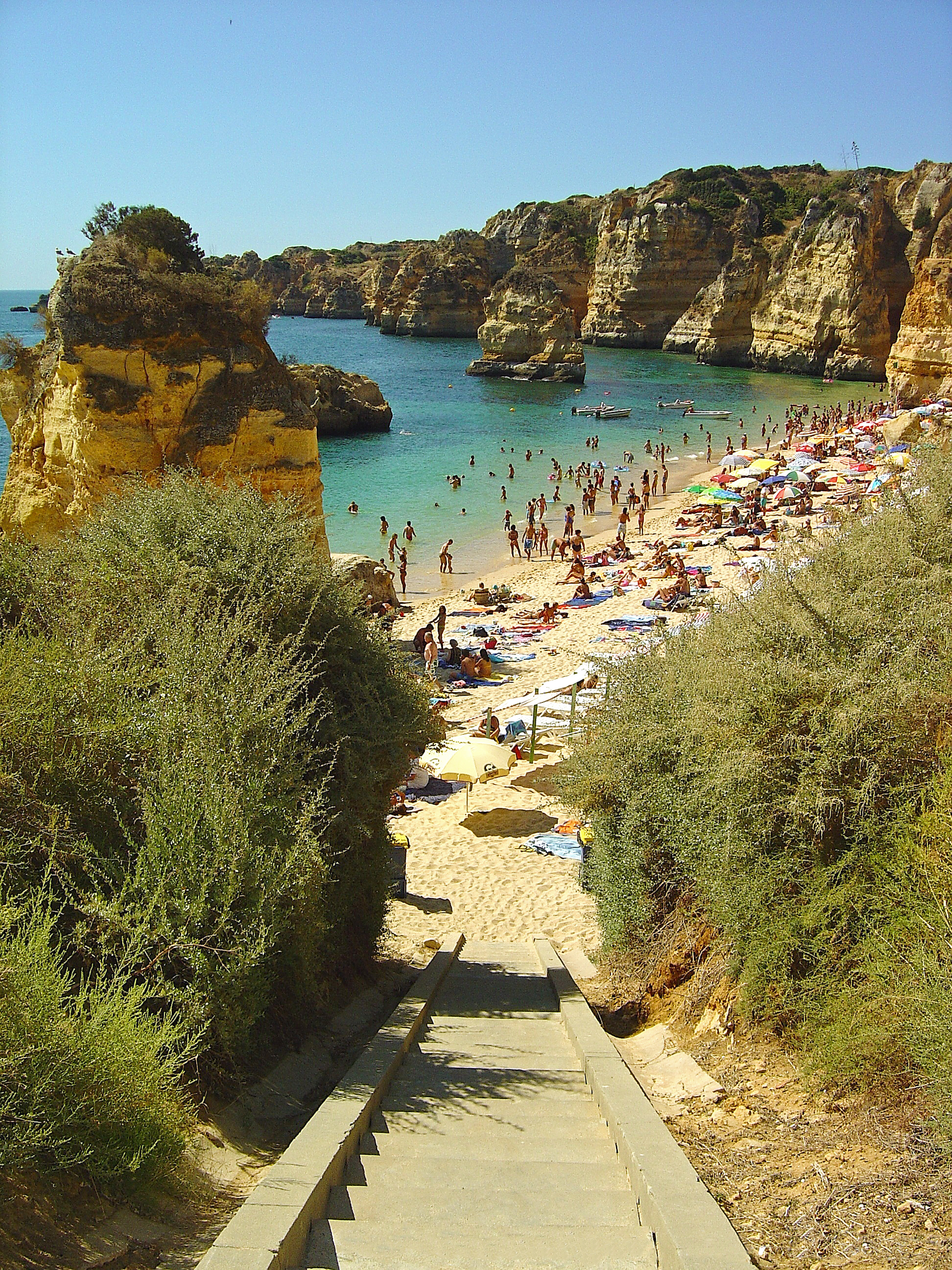
Escadaria de acesso à praia, em 2007.

## Descrição
Fica na zona conhecida por Costa D' Oiro, nome devido à cor amarela/dourada das rochas que envolvem esta praia e que é a maior de entre as várias praias de beleza única, protegidas do vento e de águas calmas e límpidas, localizadas entre o porto da cidade até ao farol da Ponta da Piedade.
A proximidade de Lagos torna-a concorrida no verão. As rochas, no areal, proporcionam sombra aos visitantes. O mar é calmo e os banhistas costumam nadar até à base das falésias e das rochas pontiagudas que despontam da água.

## História

### Século XX
Em 1940, o Jornal de Lagos propôs a regularização e ampliação do caminho entre as praias do Pinhão e de Dona Ana, então conhecida como Don'Ana, de forma a melhorar as condições de acesso. Em 1945, a revista Panorama destacou a Praia de Dona Ana entre todas na faixa costeira entre Lagos e a Ponta da Piedade, «por ser a mais abrigada, por nunca lhe faltarem sombras e por proporcionar um local magnífico para banhos de mar.».
Em 1969, o jornalista Joaquim de Sousa Piscarreta criticou as condições da Praia da Dona Ana, como a presença de um esgoto, falta de vigilância dos acessos nesta e outras praias, e a forma como a escadaria ficava inundada com águas pluviais durante o Inverno devido à falta de escoamento, impossibilitando a sua utilização.

### Século XXI

#### 2013 a 2015
Em Setembro de 2013 a praia de Dona Ana foi considerada pela revista Condé Nast Traveller como a melhor praia do mundo e «a mais bonita de Portugal», devido principalmente à «cor turquesa das suas águas que sobressai entre as escarpas naturais». Em fevereiro de 2015, a praia de Dona Ana foi eleita a Melhor Praia Portuguesa pela empresa de viagens TripAdvisor. nesse ano, a praia também recebeu a classificação Qualidade de Ouro da organização ambiental Quercus, baseada em análises à água feitas pela Agência Portuguesa do Ambiente.
Entre Abril e Julho de 2015, o governo fez obras na praia, que incluíram a alimentação artificial de areia no sentido de aumentar o areal em cerca de quarenta metros, o reforço das arribas e a instalação de um esporão para reter os sedimentos. Esta intervenção estava prevista desde 1999, como parte do Plano de Ordenamento da Orla Costeira entre Vilamoura e Burgau, mas as obras só principiaram em Setembro de 2009, tendo sido depois suspensas devido à revisão dos planos. Foram autorizadas em 2012, mas só poderam recomeçar após a obtenção, em Abril de 2015, do visto prévio do Tribunal de Contas relativamente ao contrato da empreitada. As obras custavam cerca de 1,8 milhões de Euros, tendo sido justificadas pelo Ministro do Ambiente, Jorge Moreira da Silva, por motivos de segurança. A obra de ampliação do areal esteve envolta em polémica, tendo sido criticada por várias organizações ambientais por danificar o património ambiental e paisagístico da zona. Segundo o presidente da Agência Portuguesa do Ambiente, Nuno Lacasta, esta intervenção não foi alvo de uma Avaliação de Impacte Ambiental por o contrato ter sido assinado cerca de um ano antes de entrar em vigor uma lei que exigia aquele estudo, afirmação que foi refutada pela associação ambiental Almargem, uma vez que «somente os projectos com avaliação de impacto ambiental em curso à data de entrada em vigor do referido decreto-lei, ficam de fora do âmbito da sua aplicação», além que o diploma anterior, que foi substituído em 2013, «incluía exactamente o mesmo tipo de exigências de avaliação de impacto ambiental relativamente à obra na Praia de Dona Ana». Além disso, o concurso público e a assinatura do contrato só foram feitos em 2014, já após a aprovação do novo decreto.
Esta intervenção também foram contestada pela Quercus, que retirou à praia a classificação de Qualidade de Ouro. Segundo aquela organização, as obras alteraram «significativamente a paisagem natural característica da praia da Dona Ana» e colocaram em risco «a conservação e a proteção de ecossistemas marinhos de elevada biodiversidade, nomeadamente a destruição de dois roteiros subaquáticos identificados pela Universidade do Algarve». Com efeito, de acordo com o escritor Fernando Silva Grade, da organização ambiental Almargem, a nova mistura foi colocada em cima dos rochedos e leixões, que eram considerados elementos essenciais para o conjunto paisagístico da praia. Além disso, nas camadas não foi utilizada areia real, uma «mistela de cascalho, areão e lama», que «nada tem a ver com a areia clara e dourada original», e que facilitou a formação de «lagunas e poças sobre um substrato que é uma mistura de cascalho e lama.». Segundo João Santos, dirigente daquela associação, o equilíbrio normal da praia com o oceano, que ia naturalmente removendo e repondo a areia, foi perturbado pela introdução artificial das novas camadas de areia, tendo a erosão das marés criado grandes desníveis no areal. De forma a minimizar os efeitos da erosão marítima, a Agência Portuguesa do Ambiente construiu um dique de retenção no lado Norte, intervenção que foi ilegal, por não ter sido feito anteriormente um estudo de impacte ambiental, como era exigido pela lei. Além disso, o dique não protegia toda a praia, tendo João Santos comentado que «Caso sucedam episódios de sueste, é provável que, mesmo assim, grande parte da areia desapareça». A Almargem enviou em Julho desse ano uma queixa formal à Comissão Europeia por infracção ao direito comunitário, e criticou a Associação Bandeira Azul da Europa, por manter a praia classificada como Bandeira Azul, apesar de ter sido profundamente alterada pelas obras. Em Outubro desse ano, já grande parte do areal tinha desaparecido devido às primeiras chuvas de Outono, tendo os efeitos da erosão sido minimizados apenas devido ao esporão, que liga a arriba a um dos leixões em frente da praia. A expansão do areal criou igualmente um problema que não estava previsto, relativo a um antigo cano, originalmente utilizado por esgotos e depois para a condução de águas pluviais, que antes ia até ao interior do oceano. Porém, devido às obras, a boca do cano passou a estar na areia, provocando a acumulação de águas pluviais, gerando maus odores e criando um problema de saúde pública. A Quercus alertou igualmente para a expansão urbana junto às falésias, com a construção de hotéis e edifícios residenciais, que estavam a colocar em risco a segurança das arribas.
O empreendimento foi defendido pela Câmara Municipal de Lagos, por aumentar a segurança na praia, já que devido ao aumento de espaço disponível, os banhistas podiam afastar-se mais das arribas, que tinham problemas de instabilidade. A autarquia declarou que «Não queremos de forma nenhuma desvirtuar a beleza desta praia, até porque é um dos nossos ex-líbris. Ficará obviamente diferente, mas igualmente bonita.». Os trabalhos provocaram graves incómodos aos banhistas, devido ao ruído provocado pela maquinaria, e pelos odores libertados pela areia ao ser retirada do fundo do mar. Por outro lado, a ampliação da praia aumentou a sua capacidade, sobrecarga que não foi acompanhada por correspondentes obras nas infraestruturas de apoio, principalmente o estacionamento. Segundo a bióloga Dina Salvador, isto resultou em graves problemas de estacionamento tanto para os utilizadores da praia como para os visitantes da Ponta da Piedade, tendo levado à instalação de dois parques clandestinos em antigos terrenos agrícolas, como forma de reduzir o problema.

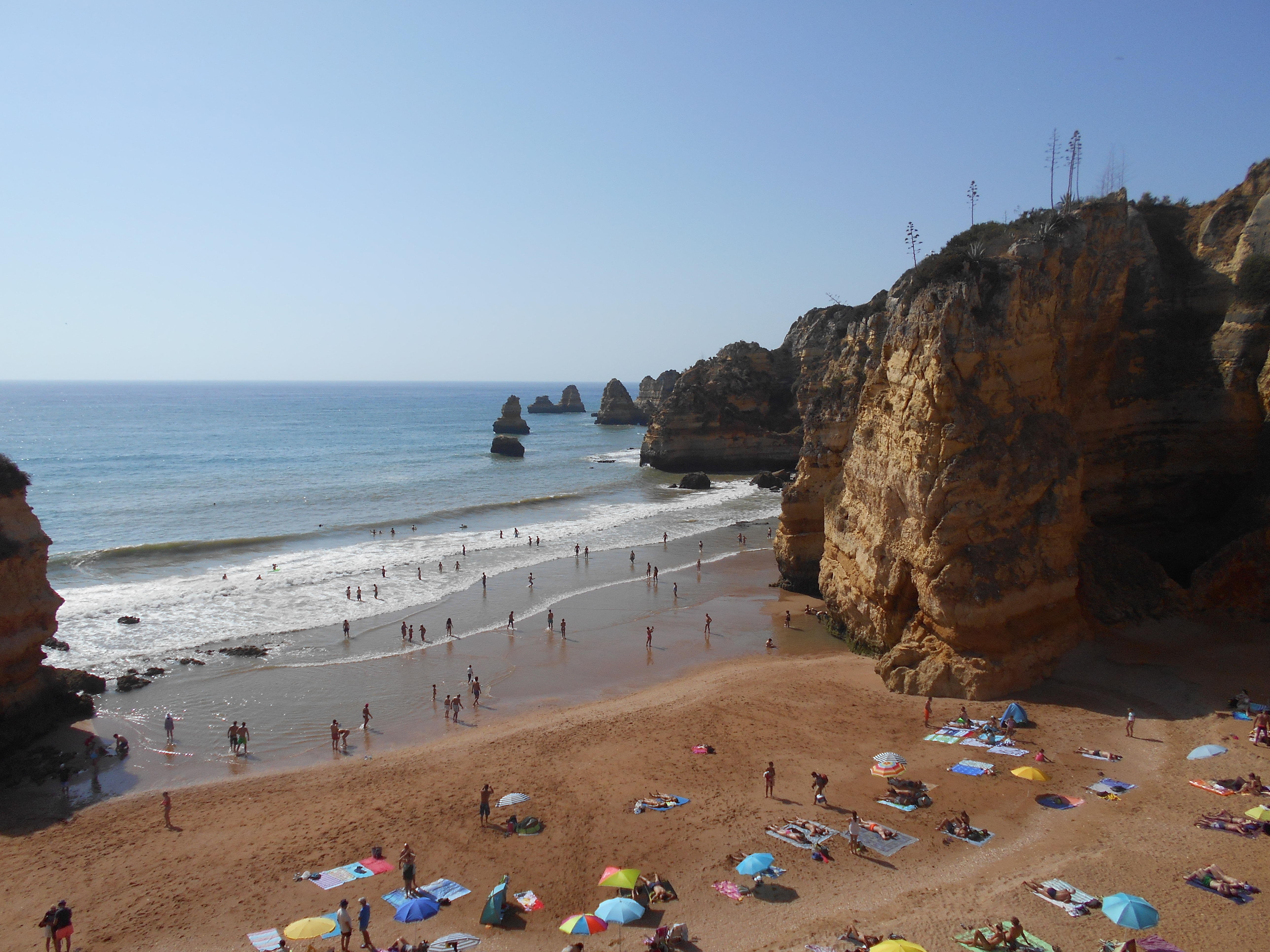
Praia de Dona Ana, em 2017.

#### 2017 a 2024
Em 2017, a Câmara Municipal de Lagos iniciou um empreendimento para a requalificação e delimitação dos caminhos pedonais e para ciclistas ao longo da faixa costeira da Ponta da Piedade, que na costa leste iriam terminar nas Praias do Pinhão ou de Dona Ana.
Em 2018 reacendeu-se uma nova polémica na Praia de Dona Ana, desta vez relacionada com os planos para construir um apoio de praia, numa situação semelhante à que sucedeu nesse ano na Praia do Peneco, em Albufeira. O apoio teria cerca de oitenta metros quadrados, e iria ficar situado na zona poente da praia, junto às escadarias. A presidente da Câmara Municipal de Lagos, Joaquina Matos, confirmou que tinha sido submetido à autarquia um pedido de licenciamento para o apoio de praia, e que o Plano de Ordenamento da Orla Costeira entre Burgau e Vilamoura já tinha previsto a instalação de dois apoios, um cada ponto oposto da praia, dos quais um já estava construído. Porém, o local onde estava planeada a construção da segunda estrutura ainda não estava suficientemente consolidado, mesmo após a intervenção de 2015, além que não iria respeitar as condições do Plano de Ordenamento, uma vez que, segundo Dina Salvador, aquele documento exige que as construções respeitassem a altura da arriba uma vez e meia, e que fossem instaladas «acima da linha máxima da preia-mar das águas vivas equinociais», pelo que o apoio de praia teria de desrespeitar uma destas condições para ser construído. Com efeito, a bióloga confirmou que «nas últimas maiores marés, a água chegou a 6 metros da escadaria de madeira».
Em 6 de Maio de 2019, dois agentes da Polícia Marítima de Lagos, apoiados por vários tripulantes de barcos particulares, salvaram uma baleia que tinha ficado presa numa arte de pesca, ao largo da Praia de Dona Ana.
Em 2024, iniciaram-se as obras de estabilização da arriba junto à praia e os acessos ao Edifício Montana, na sequência de um desabamento que cortou parte da estrada ao edifício, provocado pelos efeitos da erosão natural. Em 16 de Agosto desse ano entrou em vigor o novo regulamento no acesso às praias de Dona Ana e do Camilo, que regulou o transporte de pranchas e outros equipamentos volumosos relacionados com vários desportos náuticos, medida que foi motivada pelos acessos serem feitos através de escadarias longas e sinuosas. As obras de estabilização da arriba foram concluídas ainda nos finais de 2024, permitindo reduzir a instabilidade e os efeitos da erosão, além de melhorar as acessibilidades naquela área.